# Aiki-Ōsaka
Aiki-Ōsaka ist der Name eines Aikidōstils, begründet durch Hirokazu Kobayashi.
Der Name leitet sich von dem Umstand ab, dass er in Japan im Wesentlichen in der Gegend von Ōsaka lebte und unterrichtete. Neben den Schriftzeichen für Aikidō trägt sein Logo (ame-no-ukihashi) die Kanjis dieser Stadt. Ein weiterer gebräuchlicher Name seiner Schule ist Bu Iku Kai. Eine mögliche Übersetzung davon ist „Haus der Ritterlichkeitserziehung“.

## Meguri
Die Bewegungen von Kobayashi-sensei beruhen unter anderem auf Änderungen am Aikidō, die der Aikidōbegründer Ō-Sensei Ueshiba Morihei in den letzten Jahren seines Lebens (ab ca. 1964) einbrachte. Die Idee der „starren“ Schwerthand (Tegatana) wurde zugunsten des Prinzips Meguri komplett aufgegeben. Unter Meguri sind kleine Drehungen (Rotationen) in den Armgelenkketten bzw. des Körperzentrums zu verstehen. Diese Rotationen ermöglichen sparsamere Bewegungen im eigenen Körperzentrum. Gleichzeitig wird die Energieübertragung auf das Angriffszentrum erheblich optimiert. Da der Ō-Sensei (biologisch bedingt) mit höherem Alter unbeweglicher wurde, suchte er nach Methoden um seine technische Wirksamkeit zu erhalten. Aus dieser Notwendigkeit heraus, entwickelte er dann zwischen ca. 1964 und 1969 das Meguri.

## Haltung
Die Körperhaltung im Aiki-Ōsaka ist stets aufrecht. Es gibt keine langen oder tiefen Stände. Sowohl bei den waffenlosen Techniken als auch mit Stab und Schwert wird das hintere Bein immer beigezogen, um anschließend wieder in alle Richtungen mobil zu sein und ein Maximum an Reichweite und Bewegungsenergie nutzen zu können. Während in vielen Aikidōschulen der Bewegungsschwerpunkt bei Körperdrehungen (tai sabaki) liegt, sieht man im Aiki-Ōsaka viele lineare Schritte.

## Atemi
Häufiger als in anderen Schulen werden Schläge (Atemi) zur Verteidigung eingesetzt. Weniger gedacht, den Angreifer zu verletzen, sollen sie ihn zu einer Reaktion bewegen. Die Atemi dienen dazu, ihn zu kontrollieren, auf Distanz zu halten und Meidbewegungen zu veranlassen. Die dadurch verringerte Stabilität ermöglicht, die nachfolgenden Techniken mit minimalem Krafteinsatz durchführen zu können. Da sich diese Variante des Aikidō auch als selbstverteidigungstauglich versteht, würde im Ernstfall bei Ausbleiben einer Meidbewegungen der Angreifer ggf. schwer getroffen. Im Unterricht wird dies durch gegenseitigen Respekt, Rücksicht und intensive Schulung der Trainingspartner vermieden.

## Waffen
Auch im Umgang mit den Waffen werden die Prinzipien des Aikidō konsequent verwendet: Es gibt keine Kampfhaltung (Kamae). Angriffe werden nicht geblockt (das lautlose Schwert – otonashi no ken). Kontrolle erfolgt immer über die Mitte des Angreifers. Im Idealfall werden die Angriffe bereits kontrolliert, bevor sie sich voll manifestieren bzw. ihre maximale Energie entwickeln können (katsu hayabi). Der Partner wird nicht mit den Augen fixiert. Durch peripheres Sehen soll der Angriff schneller wahrgenommen werden, ohne die Umgebung auszublenden.

### Stock – Jō
Beim Training mit dem Jō wird insbesondere die Koordination von Fuß, Hüfte und Händen geübt. Es gibt Katas, die auch in der Anwendung mit einem oder mehreren Partnern gelehrt werden. Folgende Grundprinzipien gibt es im Aiki-Ōsaka mit dem Jō:
- choku tsuki

Ein gerader Stoß, bei dem der Stab so bewegt wird, dass er viel Schutz vor der angreifenden Waffe bietet. Dadurch ist das Timing verhältnismäßig unkritisch.
- kaeshi tsuki

Ein gedrehter Schlag, der von außen zur Schläfe oder frontal zum Gesicht geführt wird.
- furikomi tsuki

Pendelstoß, die Stabspitze wird von unten nach oben Richtung Kopf oder Brust geführt während das Ende an die eigene Schulter gehalten wird. Diese Bewegung bietet wenig Schutz durch den Stab. Daher muss das Timing besonders gut sein und ähnelt von der Kürze und Entschlossenheit den Bewegungen mit dem Schwert.

### Holzschwert – Bokken
Im Aiki-Ōsaka wird ausschließlich mit Holzwaffen geübt. Schwerttraining schult das Gefühl für das richtige Timing und die Entschlusskraft. Neben verschiedenen Kata werden mit dem Bokken folgende Prinzipien geübt:
- matsu no tachi (Kiefernschwert)

von oben nach unten geführte Schläge und Schnitte z. B. shomen uchi
- ume no tachi (Pflaumenschwert)

aufwärts gerichtete Techniken, z. B. furikomi tsuki
- take no tachi (Bambusschwert)

Das Schwert vollführt einen Wechsel, um der angreifenden Waffe, ohne zu blocken, auszuweichen und anschließend Kontrolle auszuüben. z. B. uke nagashi.

## Strukturen
Kobayashi-Sensei war Mitglied im Aikikai. Da er sich zeitlebens nicht für den Aufbau von Strukturen interessierte, sind seine europäischen Schüler in unterschiedlichen Verbänden bzw. haben sich keinen Organisationen angeschlossen. Seine höchstgraduierten europäischen Schüler haben den 7. bzw. 8. Dan und sind heute (Stand 2006) noch aktiv: Adrian Halm, Andre Cognard, Jean-François Riondet und Giampietro Savegnago.